# 迈克尔·加利岑
迈克尔·加利岑（英語：Michael Galitzen，1909年9月6日—1959年6月6日），美国男子跳水运动员。他曾代表美国参加1928年和1932年夏季奥林匹克运动会跳水比赛，获得一枚金牌、二枚银牌和一枚铜牌。